# Who's Your Momma
Who's Your Momma è il sesto album in studio della cantante olandese Anouk, pubblicato il 23 novembre 2007 dalla EMI.

## Tracce
1. If I Go – 4:24
2. Might as Well – 3:10
3. Make it Rain – 4:02
4. Modern World – 3:30
5. I Don't Wanna Hurt – 3:33
6. Good God – 2:36
7. The Difference – 3:05
8. Whatever You Say – 3:15
9. Ball and Chain – 3:31
10. Daze – 3:37
11. If You Were Mine – 4:07

## Classifiche
| Paese            | Posizione più alta |
| ---------------- | ------------------ |
| Belgio (Fiandre) | 4                  |
| Paesi Bassi      | 1                  |